# アウグスト・ケルクホフス

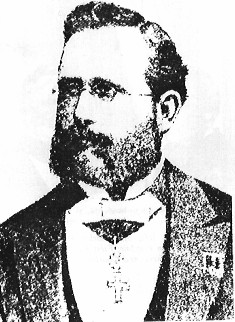
アウグスト・ケルクホフス

アウグスト・ケルクホフス（Auguste Kerckhoffs、1835年1月19日 - 1903年8月9日）は、オランダの言語学者、暗号研究者であり、ケルクホフスの原理（Kerckhoffs' principle）で知られる。また人工言語ヴォラピュクの普及運動に努めた人物でもある。
ケルクホフスは、オランダのリンブルフ州ヌトで生まれた。ベルギーのリエージュ大学で学び、フランスやオランダで教師生活を経た後に、パリのHEC経営大学院でドイツ語の教授となった。暗号技術の分野で、彼を有名にしたものは、1883年に軍事科学雑誌に発表した軍事用暗号に関する2つの論文で、後にケルクホフスの原理として知られるようになった。この原理は、「暗号方式は、秘密であることを必要としてはならず、敵の手に落ちても不都合がないようにできること（秘密鍵以外の全てが公知になったとしても、なお安全であるべきである）」、と要約される。

## ヴォラピュク
ケルクホフスは1885年から、人工言語ヴォラピュクに関心を持つようになった。その後、数年にわたりヴォラピュク学士院の初代会長となり、教科書や辞書を出版したり、フランスやスペインやスカンジナビアなどで公開講義を行うことによって普及運動に努めた。しかし、実用性に重きをおくケルクホフスの考え方は、発明者のヨハン・マルティン・シュライヤーの意向と衝突をもたらした。1887年にパリで出版した Cours complet de volapük （ヴォラピュク完全講座）は、1888年に日本語に翻訳、「世界語文典和訳」として出版された。